# Карім Ель-Ахмаді
Карім Ель-Ахмаді (араб. كريم الأحمدي, нар. 27 січня 1985, Енсхеде) — марокканський футболіст, півзахисник клубу «Аль-Іттіхад» (Джидда).
Виступав, зокрема, за клуби «Твенте» та «Феєнорд», а також національну збірну Марокко.
Чемпіон Нідерландів. Дворазовий володар Кубка Нідерландів.

## Клубна кар'єра
Народився 27 січня 1985 року в місті Енсхеде. Вихованець футбольної школи клубу «Твенте». Дорослу футбольну кар'єру розпочав 2003 року в основній команді того ж клубу, в якій провів п'ять сезонів, взявши участь у 93 матчах чемпіонату. 
Своєю грою за цю команду привернув увагу представників тренерського штабу клубу «Феєнорд», до складу якого приєднався 2008 року. Відіграв за команду з Роттердама наступні три сезони своєї ігрової кар'єри. Більшість часу, проведеного у складі «Феєнорда», був основним гравцем команди.
Згодом з 2011 по 2014 рік грав у складі команд клубів «Аль-Аглі» (Дубай), «Феєнорд» та «Астон Вілла».
До складу клубу «Феєнорд» знову повернувся 2014 року. Відтоді встиг відіграти за команду з Роттердама 91 матч у національному чемпіонаті.

## Виступи за збірні
Протягом 2005–2008 років залучався до складу молодіжної збірної Марокко. На молодіжному рівні зіграв у 19 офіційних матчах, забив 1 гол.
У 2008 році дебютував в офіційних матчах у складі національної збірної Марокко. Наразі провів у формі головної команди країни 60 матчів, забивши 1 гол.
У складі збірної був учасником Кубка африканських націй 2012 року у Габоні та Екваторіальній Гвінеї, Кубка африканських націй 2013 року у ПАР.

## Титули і досягнення
- Чемпіон Нідерландів (1):

«Феєнорд»: 2016-17
- Володар Кубка Нідерландів (2):

«Феєнорд»: 2015-16, 2017-18
- Володар Суперкубка Нідерландів (1):

«Феєнорд»: 2017